# Bajos y Tagoro
Bajos y Tagoro es una de las entidades de población que conforman el municipio de La Victoria de Acentejo, en la isla de Tenerife —Canarias, España—.

## Características
Está situado a unos 900 metros del casco urbano de La Victoria, alcanzando una altitud de 300 m s. n. m.
En la localidad se encuentran un centro de salud, un centro de estancia diurna para mayores, un centro de rehabilitación psicosocial, un centro de formación para el empleo, un terrero municipal de lucha y deportes, un pabellón municipal de deportes, un polideportivo, un circuito de footing, el Centro de Educación Infantil y Primaria Bajos y Tagoro, una ludoteca y biblioteca municipal, un museo, plazas públicas, parques infantiles, parques públicos, una sede de la Guardia Civil, una farmacia, un centro social, así como pequeños comercios, bares y restaurantes.
La franja costera de la localidad se halla incluida en el espacio natural protegido del paisaje protegido de Costa de Acentejo.

## Demografía
| Año        | 2000 | 2001 | 2002 | 2003 | 2004 | 2005 | 2006 | 2007 | 2008 | 2009 | 2010 | 2011 | 2012 | 2013 | 2014 |
| ---------- | ---- | ---- | ---- | ---- | ---- | ---- | ---- | ---- | ---- | ---- | ---- | ---- | ---- | ---- | ---- |
| Habitantes | 2450 | 2442 | 2543 | 2627 | 2698 | 2752 | 2820 | 3082 | 3211 | 3320 | 3319 | 3370 | 3395 | 3408 | 3309 |

## Comunicaciones
Se accede principalmente por la Autopista del Norte TF-5 o por la Carretera General TF-217.

### Transporte público
En autobús queda conectada mediante las siguientes líneas de TITSA:
| Línea | Trayecto                                               | Recorrido     |
| ----- | ------------------------------------------------------ | ------------- |
| 062   | La Laguna - La Orotava (por la Comarca de Acentejo)    | Horario/Línea |
| 101   | Santa Cruz - Puerto de la Cruz (por Carretera General) | Horario/Línea |

## Lugares de interés
- Museo Casa de la Castaña y la Alfarería
- Parque de El Pinar